# Lorentz Kreiser
Lorentz Christian Kreiser (født 17. januar 1773 i København, død 25. januar 1823 i Slesvig) var en dansk arkitekt og kongelig bygningsinspektør.
Han læste ved Kunstakademiets Arkitektskole fra 1788 og ansøgte i 1800 forgæves om akademiets rejsestipendium, men fik det trods af opnåelsen af den store guldmedalje ikke. Fra 1799 til 1805 arbejdede han som informator ved akademiet.
Han blev i 1809 udnævnt til kongelig bygningsinspektør i Slesvig og gjorde sig i mindre grad gældende som selvstændig arkitekt. Han indleverede på opfordring i 1816 et forslag til opførelsen af et nyt sindssygehospital, men projektet underkendtes af overbygningsinspektør C.F. Hansen. C.F. Hansens forslag blev i stedet opført med Kreiser som bygmester.

## Værker
- Paradeseng og interims-kapel til Chr. VIIs båre, Rendsborg (1808, efter tegn. af C.F. Hansen)
- Vindmølle i Kappel (1815, brændt)
- Goldene Torbrücke, Friedrichstadt (1816)
- Proj. til sindssygehospital, Slesvig (1816).